# Eva Dahlbeck
Eva Elisabeth Lampell f. Dahlbeck (født 8. marts 1920, død 8. februar 2008) var en svensk skuespiller og forfatter.
Eva Dahlbeck var efter sin skuespilleruddannelse på Dramatens elevskole i 1944 en af Sveriges mest populære kvindelige skuespillere i 1940'erne og 1950'erne med en lang række filmroller, hvoraf især hovedroller i en række Ingmar Bergman-film vakte international opmærksomhed. Det gælder blandt andet filmene En lektion i kærlighed (1954) og Sommernattens smil (1955). Hun var også en aktiv teaterskuespiller, der modtog Eugene O'Neill-stipendiet i 1961.
I midten af 1960'erne skiftede Dahlbeck imidlertid spor og stoppede næsten med filmindspilningerne. I stedet gik hun i gang med at skrive især romaner, men også poesi og manuskripter. I 1966 fik hun succes med manuskriptet til filmen Yngsjömordet instrueret af Arne Mattsson. 
Den sidste film, hun indspillede, blev den svensk-danske Tintomara fra 1970. Hun var i 1944 blevet gift med flyveofficeren Sven Lampell, og hun fortsatte med at skrive, til hun var langt oppe i årene. I de sidste år af sit liv led hun af Alzheimers sygdom.

## Filmografi
Eva Dahlbeck medvirkede blandt andet i følgende film:
- Rid i natt! (svensk titel, 1942)
- Kærlighed og styrtløb (1946)
- Brita i storbyen (1946)
- Eva (1948)
- Kun en mor (1949)
- Trots (svensk titel, 1952)
- Mens kvinder venter (1952)
- Kvindehuset (1953)
- En lektion i kærlighed (1954)
- Kvindedrømme (1955)
- Rejse i natten (1955)
- Sommernattens smil (1955)
- Min kone er på landet (1957)
- Livets under (1958)
- Syv glade enker (1964)
- Kattene (1965)
- Den røde kappe (1967)
- Mennesker mødes og sød musik opstår i hjertet (1967)
- Tintomara (1970)